# 9-та армія (Третій Рейх)
9-та а́рмія (нім. 9. Armee) — польова армія Вермахту в роки Другої світової війни.

## Історія
9-та польова армія (9. Armee) була сформована 15 травня 1940 року на базі корпусного командування «Схід» (нім. Oberbefehlshabers Ost). Частини армії були введені в битву в ході Французької кампанії у складі групи армій «А» (нім. Heeresgruppe A). Вони брали участь у боях у Люксембурзі, Бельгії і Північній Франції, форсували річки Сомма, Марна, Сена, Луара, вийшли в центральні райони Франції. Після закінчення кампанії з'єднання армії виконували охоронні функції на території Бельгії і Північної Франції.
З 18 квітня 1941 року почалося перекидання армії до східного кордону.
22 червня 1941 року частини 9-ї армії перейшли в наступ на території СРСР у складі групи армій «Центр» (нім. Heeresgruppe Mitte), брали участь в оточенні і ліквідації угрупування Червоної Армії в Білорусі. Надалі, в ході боїв у районі Смоленську, частини армії знаходилися на північному фланзі угрупування, вийшли до Великих Лук, Невелю і річці Межа, де зайняли оборону. На початку жовтня 1941 року з'єднання армії перейшли в наступ на московському напрямку, брали участь в оточенні угрупування радянських військ під Вязьмою, в боях за Гжатськ і Калінін. 3-тя танкова група Вермахту, що знаходилася в оперативному підпорядкуванні 9-ї армії, наступаючи через Волоколамськ, Клин і Солнечногорськ, вийшла до Яхрома і Дмітрова, де була зупинена. Подальше просування з'єднань 9-ї армії і підлеглих їй частин було зупинено і вони перейшли до оборони.
У грудні 1941 року під ударами військ Калінінського і Західного фронтів 9-та армія була вимушена відступити з раніше зайнятих позицій, та надалі відкинута в район Ржева, Сичовки, Гжатська, зайняла оборону в «мішку», що сформувався, вела бої в районах Ржева, Великих Лук. У ході тривалих і кровопролитних боїв протягом 1942 року — весни 1943 роки частини армії поступово відступали із зайнятих позицій, а навесні 1943 роки були виведені з них і виявилися в районі Орла.
У ході боїв влітку і восени 1943 роки вони програли військам Центрального, Брянського і Західного фронтів і були відкинуті на територію Білорусі за Дніпро.
Не зумівши тривало протриматися на даних позиціях вони відступили в район Бобруйська, де зайняли оборонні позиції. У ході стратегічного наступу Червоної Армії в Білорусі в 1944 році 9-та армія була розгромлена, багато її частин потрапили в оточення, а ті, що залишилися відкинуті в район Варшави і за Віслу, де вели бої з радянськими військами, що зайняли плацдарми на західному березі річки.
На початку 1945 року в ході оборонних боїв з'єднання 9-ї армії відступили за Одер, не зуміли запобігти захвату плацдармів на його лівому березі частямі Червоній Армії, залишили Кюстрін. У квітні — травні 1945 року на частини 9-ї армії ліг основний тягар оборонних боїв у Берліні, де вона і капітулювала.

## Командування

### Командувачі
- генерал-полковник Йоганес Бласковіц (нім. Johannes Albrecht Blaskowitz) (15 — 29 травня 1940);
- генерал-полковник Адольф Штраус (нім. Adolf Strauß) (29 травня 1940 — 15 січня 1942);
- генерал танкових військ, з 28 лютого 1942 генерал-полковник Вальтер Модель (нім. Walter Model) (15 січня 1942 — 23 травня 1942), поранений;
- генерал від інфантерії Альбрехт Шуберт (нім. Albrecht Schubert) (23 травня — 10 червня 1942), ТВО;
- генерал танкових військ Генріх фон Фітингоф (нім. Heinrich von Vietinghoff) (10 червня — 1 грудня 1942);
- генерал-полковник Вальтер Модель (нім. Walter Model) (1 грудня 1942 — 19 березня 1943, 30 березня — 20 травня 1943 та 9 червня — 4 листопада 1943)
- генерал танкових військ Йозеф Гарпе (нім. Josef Harpe) (19 березня — 30 березня 1943, (20 травня — 9 червня 1943 та 4 листопада 1943 — 18 травня 1944);
- генерал від інфантерії Ганс Йордан (нім. Hans Jordan) (20 травня — 27 червня 1944);
- генерал танкових військ Ніколаус фон Ворман (нім. Nikolaus von Vormann) (27 червня — 21 вересня 1944);
- генерал танкових військ Сміло фон Лютвіц (нім. Smilo Freiherr von Lüttwitz) (21 вересня 1944 — 19 січня 1945);
- генерал від інфантерії Теодор Буссе (нім. Theodor Busse) (19 січня — 8 травня 1945).